# Skalat
Skalat (in ucraino Скалат?; in polacco Skałat) è una città dell'Ucraina (3739 abitanti) situata nel distretto di Terrnopil', nell'oblast' di Ternopil'. Ospita l'amministrazione della comunità territoriale di Skalat, una delle comunità territoriali dell'Ucraina.
Fino al 18 luglio 2020 Skalat apparteneva al distretto di Pidvoločys'k, abolito come parte della riforma amministrativa dell'Ucraina, che ha ridotto a tre il numero dei distretti dell'oblast' di Ternopil'. L'area del distretto di Pidvoločys'k è stata trasferita al Distretto di Ternopil'.